# سام باركن
سام باركن (بالإنجليزية: Sam Parkin)‏ هو لاعب كرة قدم بريطاني في مركز الهجوم، ولد في 14 مارس 1981 في Roehampton ‏ في المملكة المتحدة. شارك مع منتخب اسكتلندا الثانوي لكرة القدم ‏. أما مع النوادي، فقد لعب مع أولدهام أثلتيك وإيبسويتش تاون وتشيلسي وسانت جونستون وسويندون تاون وكوين أوف ساوث ونادي إكزتر سيتي ونادي سانت ميرين ونادي لوتون تاون ونادي ليتون أورينت ونادي ميلوول ونادي والسول ونورثامبتون تاون وويكمب وندررز.

## وصلات خارجية
- سام باركن على موقع قاعدة بيانات كرة القدم.إي يو (الإنجليزية)
- سام باركن على موقع Soccerbase.com (لاعب) (الإنجليزية)